# クァイティオスコータイ
クァイティオスコータイ（タイ語: ก๋วยเตี๋ยวสุโขทัย  、 kuaitiao Sukhothai ）は、タイのスコータイ地方の料理で、ビーフンの汁物料理（クァイティオ）の一種。

## 料理
大抵「センレック」と呼ばれる細いビーフン麺が用いられる。クァイティオスコータイには、汁ありタイプと汁なしタイプがある。汁ありタイプは砂糖・ナンプラー・唐辛子粉・ライム汁で味付けをし、具材はインゲンの薄切り・豚肉の薄切り・炒った落花生など。スコータイ地元では内臓肉を具材とすることもある。トッピングは豚ひき肉とパクチー、あるいは挽いた落花生とクラックリング。

## 特徴
クァイティオはタイの様々な地域で受容されており、スコータイ地方のバージョンは「クァイティオスコータイ」と呼称される。但し、スコータイ住民は「クァイティオタイ」と呼称する。他地域のクァイティオとの違いは具材にあり、薄切りにしたインゲンや挽いた落花生、ライム汁などが使われていることに特徴がある。タイ料理でインゲンの使用は珍しい。